# Ole Lindgreen
Ole "Fessor" Lindgreen (født 16. maj 1938) er en dansk jazzmusiker. Efter at have stiftet bekendtskab med jazzmusik via radio-stationen Voice of America, købte en ganske ung Ole "Fessor" Lindgreen sig en basun for 150 kr. Fra 1956 spillede han med forskellige traditionelle jazzorkestre, og i 1958 blev han medlem af Knud Raths store orkester. Efter militærtjeneste turnerede han med danske grupper i Vesttyskland, og i årene 1961-66 var han medlem af Ricardos Jazzmen.
Efter et par år i Basse Seidelins orkester, dannede Ole "Fessor" Lindgreen i 1968 sit eget orkester, Fessor's Big City Band, som siden har været hans primære beskæftigelse. Orkestret, som gennem årene har rummet talrige fremragende musikere, spiller i en veloplagt og udadvendt swing-stil, som periodisk har været meget rhythm & blues-influeret. Fessor's Big City Band har haft utallige job i Danmark og det meste af Europa – ofte med prominente gæstesolister, heriblandt trompetisterne Wild Bill Davison, Doc Cheatham og Leroy Jones og saxofonisterne Bud Freeman, Eddie Lockjaw Davis og Benny Waters (en). Ved siden af sit Big City Band har Fessor optrådt i en række andre sammenhænge, og han har jævnligt gæstet New Orleans, hvor han har hentet inspiration og spillet og indspillet med lokale musikere.
Ole "Fessor" Lindgreen har tydeligvis lyttet til gamle basunmestre som Kid Ory, Vic Dickenson, Dicky Wells, Jack Teagarden og Trummy Young, men også modernister som Gary Valente og Ray Anderson fascinerer ham. Denne musikalske åbenhed kommer til udtryk i meget virtuost basunspil, som synes helt i overensstemmelse med instrumentets sande natur. Ole "Fessor" Lindgreen, der i 1995 blev tildelt Ben Webster Prisen, opløste i 2003 sit Big City Band for i stedet at fortsætte med et triosamarbejde.

## Diskografi

### Albums
- 1993: Live at Jazzhouse Slukefter, Tivoli
- 2002: Swing Sessions
- 2003: Final Call